# 2117 Danmark
2117 Danmark este un asteroid din centura principală, descoperit pe 9 ianuarie 1978 de Richard West.